# 4135 Svetlanov
A 4135 Svetlanov (ideiglenes jelöléssel 1966 PG) a Naprendszer kisbolygóövében található aszteroida. Ljudmila Ivanovna Csernih,  Tamara Mihajlovna Szmirnova fedezte fel 1966. augusztus 14-én.